# TrueID
TrueID (taj. ทรูไอดี) – tajlandzki serwis wideo na życzenie, oferujący dostęp do treści poprzez media strumieniowe. W 2020 roku miał 1,5 mln abonentów w Tajlandii.
Platforma jest dostępna w krajach Azji Południowo-Wschodniej – w Tajlandii, Indonezji, Malezji, Singapurze, Wietnamie oraz na Filipinach. Jest jednym z produktów True Digital Group.